# Římskokatolická farnost Sádek
Římskokatolická farnost Sádek je územním společenstvím římských katolíků v litomyšlském vikariátu královéhradecké diecéze.

## O farnosti

### Historie
Původní kostel v Sádku pocházel z let 1515 – 1516 a byl zasvěcen svatému Mikuláši. Dnešní podoba kostela je po barokních úpravách z let 1710 – 1713 a jeho zasvěcení změněno na Nejsvětější Trojice. Kostel měří na délku 32,5 m, jeho šířka je 11,5 m a na výšku měří 11 m. Hlavní oltář byl přestavován a upravován do dnešní podoby v roce 1894.

#### Přehled duchovních správců
- 1899-1900 R.D. Jan Mikán
- 1900-1915 R.D. Václav Dvořák
- 1916-1930 R.D. František Martínek
- 1934-1964 R.D. Bedřich Malina
- 1964-1999 R.D. Miroslav Bičiště
- 1999-2008 R.D. Rudolf Zahálka (ex currendo z Poličky)
- 2008-2012 R.D. Stanislav Tomšíček
- 2012-2014 R.D. Antonín Brychta
- 2014-2018 R.D. Marian Pavel Sokol, O.Praem.
- 2018-2023 R.D. Ondřej Špinler
- od 2023   R.D. Mariusz Robak

### Současnost
Farnost má sídelního duchovního správce, který je zároveň administrátorem ex currendo farnosti Korouhev a kaplanem v Poličce.
| Kostel                     | Místo | Bohoslužba                 | Bohoslužba      | Poznámka     |
| -------------------------- | ----- | -------------------------- | --------------- | ------------ |
| Kostel Nejsvětější Trojice | Sádek | neděle středa pátek sobota | 8.30 18.00 8.00 | farní kostel |